# René Dupont (prêtre)
Pour les articles homonymes, voir René Dupont et Dupont ou Dupond.
 (juin 2021).
Si vous disposez d'ouvrages ou d'articles de référence ou si vous connaissez des sites web de qualité traitant du thème abordé ici, merci de compléter l'article en donnant les références utiles à sa vérifiabilité et en les liant à la section « Notes et références ».
René Dupont (en coréen : 르네 뒤퐁), né le 2 septembre 1929 à Saint-Jean-le-Blanc (Loiret, France) et mort le 10 avril 2025 à Andong (province du Gyeongsang du Nord, Corée du Sud), est un évêque catholique de nationalités française et sud-coréenne, évêque d'Andong en Corée du Sud de 1969 à 1990, puis évêque émérite. Il réside en Corée du Sud à partir de 1954.

## Biographie

### Jeunesse en France
René Marie Albert Dupont est le deuxième fils d’une fratrie de cinq enfants. Ses parents, horticulteurs, sont des chrétiens fervents. Dès sa jeunesse, il pense au sacerdoce. Il fait ses études secondaires à l'École Sainte Croix d'Orléans puis entre au grand séminaire diocésain en 1947. En 1950, après deux ans d’études et un an de service militaire, désirant devenir missionnaire, il entre au séminaire des Missions étrangères de Paris. L’année suivante, il part pour Rome poursuivre ses études à l’université grégorienne. Il est ordonné prêtre le 29 juin 1953.

### Prêtre
René Dupont arrive en Corée en 1954, affecté au diocèse de Daejeon. Selon la coutume des missionnaires, il a pris un nom coréen, celui de Dubong. Vicaire à la paroisse cathédrale de Daejeon il a parallèlement, pendant quelques années, la charge de chancelier du diocèse. Pendant 12 ans, il participe à l’œuvre missionnaire à Daejeon et dans la province environnante, celle du Chungnam. En 1967, il devient supérieur régional des pères des Missions étrangères de Paris en Corée.

### Évêque
Le 29 mai 1969 le pape Paul VI, en divisant l’archidiocèse de Daegu, crée le nouveau diocèse d’Andong (toute la partie nord de la province du Gyeongbuk), et nomme René Dupont premier évêque de ce diocèse. L’ordination épiscopale a lieu le 25 juillet 1969. Il a 39 ans et ne choisit pas de blason. Le diocèse étant essentiellement rural, il s'attache à répondre aux besoins de la population et soutient l’organisation et les activités du « Mouvement Catholique Paysan » qui regroupe tous les paysans de bonne volonté. Dans les années 1970 et 1980, aux heures noires de la politique, pour promouvoir la justice sociale, avec beaucoup de dévouement et d’engagement pastoral, il partage les souffrances des petites gens.

### Affaire Oh Wonchun
Oh Wonchun est un leader paysan demeurant à Gyeongbuk Yongyang-gun Cheonggi-myeon. Des semences de pommes de terre, distribuées par la coopérative agricole locale, n’ayant pas germé, il proteste. Le 5 mai 1979, Oh Wonchun est enlevé et séquestré pendant vingt jours par les forces de sécurité. Le 17 juillet 1979, le diocèse d'Andong publie un texte intitulé Le Mouvement Paysan perd patience. En représailles, la police arrête les leaders et l’aumônier du « Mouvement catholique paysan ». Le 6 août, avec des prêtres et des paysans venus de tout le pays, le diocèse d’Andong organise une veillée de prière à la cathédrale d'Andong, suivie d’une manifestation (sit-in) dans les bâtiments de l’église qui dure vingt jours. Le gouvernement accuse alors René Dupont, lui étranger, de se mêler des affaires de politique intérieure et décide son expulsion. Le nonce apostolique en Corée du Sud (en), Luciano Angeloni, intervient immédiatement auprès du ministre des affaires étrangères. Peu de temps après, le 26 octobre, le président de la République, Park Chung-hee, est assassiné et cette expulsion n'est plus évoquée.

### Poursuite de sa mission
Dès sa nomination comme évêque d’Andong, René Dupont avait fait savoir qu’il ne resterait à ce poste qu’une dizaine d’années, pour lancer le diocèse. Aussi, à 51 ans, demande-t-il son remplacement par un Coréen ; cette demande est refusée. Il la renouvelle plusieurs fois et, la quatrième fois, elle est acceptée. Il a alors 62 ans. Son successeur, Ignatius Pak Sok-hi (fi), est consacré évêque le 2 décembre 1990.
Devenu évêque émérite d'Andong, René Dupont se retire d'abord à Haengju, une desserte de la paroisse de Neunggok, dans la banlieue de Séoul. Il anime des retraites spirituelles et donne des conférences. En novembre 2004, il revient vivre sur le territoire du diocèse d’Andong, dans un village : Uiseong Bongyang. Il continue à prêcher dans couvents et paroisses et répond aussi aux sollicitations des médias ou d'organisations non-confessionnelles. Apprécié de ses voisins, il cultive son jardin.

### Mort
René Dupont est décédé le 10 avril 2025 à Andong (province du Gyeongsang du Nord, Corée du Sud).

## Distinctions
- 1982, en France : Chevalier de la Légion d’honneur
- 2012, en Corée : Prix Manhae (grand prix du bouddhisme)
- 2019, diplôme d’honneur du président de la république de Corée, et Prix Baegnam (Droits de l’homme)
- 2019, la Corée lui accorde à titre exceptionnel la nationalité coréenne tout en lui permettant de conserver la nationalité française.

## Publications
- En 1965, en collaboration avec le père Joseph Millot, René Dupont publie une Grammaire coréenne.
- En 1989, en coréen, Être un humain,
- En 1987, en coréen, La joie des pauvres de cœur,
- En 2011, en coréen, Qu'elle soit belle, ma vie...